# Lucas Luetge
Lucas Lester Luetge (né le 24 mars 1987 à Brenham, Texas, États-Unis) est un lanceur de relève gaucher des Ligues majeures de baseball.

## Carrière
Joueur à l'Université Rice, Lucas Luetge est repêché par les Brewers de Milwaukee en 16e ronde en 2008. Il avait préalablement été repêché deux fois par les White Sox de Chicago, en 2005 et 2006, sans que l'équipe ne lui fasse signer de contrat. Luetge est perdu par les Brewers lorsqu'il est obtenu par les Mariners de Seattle via le repêchage de règle 5 le 8 décembre 2011.
Le 7 avril 2012, Lucas Luetge fait ses débuts dans le baseball majeur avec les Mariners. Il passe directement du niveau Double-A aux Ligues majeures. À sa deuxième sortie en relève le 11 avril, il remporte sa première victoire en carrière lorsque Seattle triomphe des Rangers du Texas.
Le 6 juin 2012, le lanceur partant Kevin Milwood et les releveurs des Mariners Charlie Furbush, Stephen Pryor, Lucas Luetge, Brandon League et Tom Wilhelmsen unissent leurs efforts à Los Angeles pour lancer un match sans coup sûr combiné contre les Dodgers.
Après avoir joué pour Seattle de 2012 à 2015, incluant une seule partie des Mariners la dernière année, il rejoint avant la saison 2016 l'organisation des Angels de Los Angeles.